# اگرانی-اینگالگائون
اگرانی-اینگالگائون (به انگلیسی: Agrani-Ingalgaon) یک منطقهٔ مسکونی در هند است که در Kairnateeka واقع شده‌است.